# Sound drop 〜MTV Unplugged+Acoustic live 2005〜
『Sound drop 〜MTV Unplugged+Acoustic live 2005〜』（サウンド・ドロップ〜エムティヴィ・アンプラグド・プラス・アコースティック・ライブ 2005）は、矢井田瞳2枚目のライブ・アルバム。2005年12月7日発売。発売元は青空レコード。

## 解説
2005年4月24日、TOKYO FM HALLにて開催されたMTVアンプラグドの模様を収録したCDと、同年5月・6月に行われたアコースティック・ライブ｢矢井田瞳 acoustic live 2005〜オトノシズク〜｣の模様を収録したDVDから構成される2枚組のアルバム。
MTVアンプラグドの模様を収録したライブ映像DVD｢Hitomi Yaida MTV Unplugged｣が同時発売された。

## 収録曲

### DISC.1 [CD] MTV Unplugged
1. キャンドル
2. i really want to understand you
3. How?
4. マーブル色の日
5. fast car
6. ねえ
7. My Sweet Darlin'
8. ビルを見下ろす屋上で

### DISC.2 [DVD] 矢井田瞳 acoustic live 2005〜オトノシズク〜
1. モノクロレター
2. Not Still Over
3. 手と涙
4. Life's like a love song